# Браун (округ, Іллінойс)
Шаблон:StateAbbr_ 39°57′ пн. ш. 90°45′ зх. д. / 39.95° пн. ш. 90.75° зх. д.
Округ Браун (англ. Brown County) — округ (графство) у штаті Іллінойс, США. Ідентифікатор округу 17009.

## Історія
Округ утворений 1839 року.

## Демографія
За даними перепису
2000 року
загальне населення округу становило 6950 осіб, зокрема міського населення було 4043, а сільського — 2907.
Серед мешканців округу чоловіків було 4420, а жінок — 2530. В окрузі було 2108 домогосподарств, 1380 родин, які мешкали в 2456 будинках.
Середній розмір родини становив 2,96.
Віковий розподіл населення поданий у таблиці:
| Стать    | До 15 років | 15-21 | 22-29 | 30-39 | 40-49 | 50-65 | 65-85 | Понад 85 |
| -------- | ----------- | ----- | ----- | ----- | ----- | ----- | ----- | -------- |
| Чоловіки | 503         | 478   | 894   | 1035  | 685   | 465   | 324   | 36       |
| Жінки    | 472         | 236   | 212   | 318   | 349   | 421   | 416   | 106      |

## Суміжні округи
- Скайлер — північ
- Кесс — схід
- Морган — південний схід
- Пайк — південь
- Адамс — захід

## Виноски
1. ↑  U.S. Decennial Census. United States Census Bureau. Архів оригіналу за 26 квітня 2015. Процитовано 3 липня 2014.
2. ↑  Historical Census Browser. University of Virginia Library. Архів оригіналу за 11 серпня 2012. Процитовано 3 липня 2014.
3. ↑  Population of Counties by Decennial Census: 1900 to 1990. United States Census Bureau. Архів оригіналу за 24 квітня 2014. Процитовано 3 липня 2014.
4. ↑  Census 2000 PHC-T-4. Ranking Tables for Counties: 1990 and 2000 (PDF). United States Census Bureau. Архів оригіналу (PDF) за 18 грудня 2014. Процитовано 3 липня 2014.
5. ↑  State & County QuickFacts. United States Census Bureau. Архів оригіналу за 7 липня 2011. Процитовано 3 липня 2014. [Архівовано 2011-08-06 у Wayback Machine.](англ.) Наведено за англійською вікіпедією.
6. ↑  American FactFinder. Бюро перепису населення США. Архів оригіналу за 26 лютого 2012. Процитовано 31 січня 2008. [Архівовано 2008-05-21 у Wayback Machine.]

| США | Це незавершена стаття з географії США. Ви можете допомогти проєкту, виправивши або дописавши її. |